# Juniti Saito
Juniti Saito GOMM (Pompeia, 12 de abril de 1942) é um militar brasileiro, foi comandante da Força Aérea Brasileira de 2007 a 2015, quando foi reformado (aposentado), sendo sucedido pelo tenente-brigadeiro-do-ar Nivaldo Rossato.
Filho dos imigrantes japoneses Iwataro Saito e Toshiko Tamaoki, o tenente-brigadeiro-do-ar Saito é o primeiro nipo-brasileiro a chegar ao posto máximo de um dos três braços das Forças Armadas do Brasil. Seu nome em japonês é grafado 斉藤準一, Saito Junichi.

## Informações de voo
- Horas de voo: mais de 6 mil
- Aeronaves voadas: TF-33, F-80, Cessna T-37, VU-93 (HS), C-91 (Avro), C-95 (Bandeirante), AT-26 (Xavante), F-5E/F (Tiger II) e F-103E (Mirage III)[1]

## Promoções
- Aspirante: 20 de dezembro de 1965
- Segundo Tenente: 10 de julho de 1966
- Primeiro Tenente: 23 de outubro de 1968
- Capitão: 31 de março de 1971
- Major: 30 de abril de 1975
- Tenente-Coronel: 31 de agosto de 1981
- Coronel: 31 de agosto de 1988
- Brigadeiro do Ar: 31 de março de 1995
- Major-Brigadeiro do Ar: 31 de julho de 1999
- Tenente-Brigadeiro do Ar: 31 de março de 2003

## Condecorações
- Ordem do Mérito Aeronáutico - Grau de Grã-Cruz
- Ordem do Mérito Naval - Grau de Grande-Oficial
- Ordem do Mérito Militar - Grau de Oficial (1995), promovido a Comendador em 2000 e a Grande-Oficial em 2006[2][5][6]
- Ordem do Mérito das Forças Armadas - Grau de Comendador
- Ordem do Mérito da Defesa - Grau de Grande-Oficial
- Ordem do Mérito Judiciário Militar - Alta Distinção
- Medalha Militar de Ouro com Passador de Platina
- Medalha do Mérito Farroupilha - concedida pela Assembleia Legislativa do Estado do Rio Grande do Sul
- Medalha Negrinho do Pastoreio - concedida Pelo Governo do Estado do Rio Grande do Sul
- Medalha da Inconfidência - Grande Medalha - concedida pelo Governo do Estado de Minas Gerais
- Medalha Alferes Joaquim José da Silva Xavier "Tiradentes" - concedida pela Polícia Militar do Distrito Federal
- Medalha do Mérito Desportivo Militar[7]